# Eubea (mitologia)
Segons la mitologia grega, Eubea (grec antic: Εὔβοια, llatí: Euboea) és una filla d'Asop i l'epònim de l'illa d'Eubea. Hi ha altres personatges mitològics amb el mateix nom.